# Telipinu
Telipinu je bil kralj Hetitov (Staro kraljestvo), ki je vladal okoli leta 1460 pr. n. št. (kratka kronologija). Na začetku njegovega vladanja je Hetitsko kraljestvo izgubilo vsa ozemlja, ki sta jih osvojila Hatušili I. in Muršili I. in se skrčilo na svoje jedro. Ozemlja na vzhodu sta osvojili Arzava in Mitani, na severu Kaški in na jugu Kizuvatna.

## Življenjepis
Telipinu je bil zet kralja Amune  in svak Huzije I.. Ime je dobil po bogu poljedelstva Telipinuju. Med Telipinujevim vladanjem so bili ubiti Huzija I. in pet njegovih bratov, ki so bili Telipinujevi tekmeci za hetitski prestol. Morilci so bili ujeti in obsojeni na smrt. Ker je Telipinu poskušal prekiniti morije v vladarski rodbini, je morilce pomilostil.
S sklenitvijo zavezništva s Huriti iz Kizuvatne mu je uspelo povrniti del ozemlja, ki so ga osvojili Huriti iz  Mitanija.  Po njegovi smrti je hetitsko  kraljestvo vstopilo v začasni srednji vek – Srednje kraljestvo, ki je trajalo približno 70 let. V tem obdobju so postali zapisi tako skopi, da je težko sklepati, kaj se je dogajalo v kraljestvu.
Telipinu je morda najbolj znan po svojem razglasu (Telipinujev razglas), ki je predpisoval pravila za dedovanje  hetitskega prestola. Napisan je bil zato, da bi ustavil umore v vladarski rodbini, ki so se dogajali v preteklih desetletjih, destabilizirali državo in zmanjšali njeno ozemlje samo na njeno jedro. 
Za kralja naj bo ustoličen samo princ – vladarjev sin prvega reda! Če princa prvega reda ni, naj kralj postane sin drugega reda. Če ni nobenega princa in nobenega moškega potomca, naj kralj postane antijant – mož hčerke prvega reda.